# Miguel Chiari
Miguel Chiari Jiménez (Penonomé, 7 de julio de 1808 - Bogotá, 6 de marzo de 1881) fue un abogado y político colombiano. 

## Biografía
Hijo de José María Chiari de Ávila y María Concepción Jiménez Cuevas 
Recibido del Colegio Mayor del Rosario en Bogotá como abogado, sirvió como fiscal y magistrado del tribunal de Cundinamarca y en su desempeño político sirvió como gobernador de la provincia de Panamá en 1842, durante la administración de Pedro Alcántara Herrán, quien lo designó para restablecer el orden tras la revuelta separatista. Fue Secretario del Interior y Relaciones Exteriores de la Nueva Granada durante el gobierno de José Ignacio de Márquez.